# Wildest Dreams (сингл Iron Maiden)
Wildest Dreams (с англ. — «Самые смелые мечты») — тридцать шестой сингл британской хеви-метал-группы Iron Maiden. Первый сингл в поддержку альбома группы Dance of Death. Единственный сингл группы выпущенный одновременно как в CD, так и в DVD-формате.

## Wildest Dreams
Песня была записана в 2003 году во время записи альбома. Она входит как в трек-лист альбома, так и сингла. Группа начала исполнять песню на концертах ещё до поступления альбома в продажу.
Текст песни, написанный от первого лица, рассказывает о том, что отныне лирический герой собирается изменить свою жизнь, не быть таким как прежде, и реализовать свои самые смелые мечты. Для этого он садится в машину и мчится по дороге. Гитарное соло в песне исполнил Эдриан Смит.
Сингл вышел 1 сентября 2003 года в трёх вариантах: CD (в том числе в ограниченной редакции для японского рынка), семидюймовом зелёном виниле и DVD Сингл по каким-то причинам не поступил в продажу в целом ряде стран, включая США и Россию.
На песню снят анимационный видеоклип в 3D-графике. В нём показана гонка на фантастических машинах.

## Сторона «B» сингла
В зависимости от формата сингла, сторона «B» была разной.

### CD-версия
1. «Wildest Dreams» — 3:49
2. «Pass the Jam» — 8:20 (запись фрагментов работы группы над альбомом в студии)
3. «Blood Brothers» (Orchestral Mix) — 7:10 (песня с альбома Brave New World, аранжированная под исполнение оркестром, с добавлением синтезаторов)

### 7" LP
1. A1 — «Wildest Dreams» — 3:49
2. B2 — «Pass the Jam» — 8:20

### DVD
1. «Wildest Dreams» (promo video) — 3:49 (видеоклип)
2. «The Nomad» (rock mix) — 9:01 (обработанная версия альбомной версии песни, в которой убрано большинство накладок, исполненных на синтезаторах)
3. «Blood Brothers» (Harris) — 7:10 (также несколько обработанная версия альбомной версии песни)
4. «Dance of Death — Behind the Scenes» (video) — 2:00 (интервью с членами группы)

### CD (Japanese)
1. «Wildest Dreams» (promo video) — 3:49
2. «Pass The Jam» — 8:20
3. «Blood Brothers» (rock mix) — 7:10
4. «Blood Brothers» (orchestral Mix) — 7:10

## Конверт
Оформление конвертов всех изданий основано на клипе Wildest Dreams, где анимированные участники группы разъезжают на автомобилях внутри Эдди. Так, на CD-версии изображён автомобиль, выезжающий изо рта Эдди.

## Участники
- Брюс Дикинсон — вокал
- Стив Харрис — бас, клавишные
- Яник Герс — гитара
- Эдриан Смит — гитара
- Дейв Мюррей — гитара
- Нико МакБрэйн — ударные

## Чарты
| Чарт (2003)             | Позиция position |
| ----------------------- | ---------------- |
| Austrian Albums Chart   | 65               |
| Canadian Singles Chart  | 26               |
| Dutch Singles Chart     | 45               |
| Finnish Singles Chart   | 1                |
| French Singles Chart    | 57               |
| German Singles Chart    | 27               |
| Irish Singles Chart     | 19               |
| Italian Singles Chart   | 4                |
| Norwegian Singles Chart | 5                |
| Swedish Singles Chart   | 4                |
| Swiss Singles Chart     | 68               |
| UK Singles Chart        | 6                |